# 6855 Armellini
6855 Armellini este un asteroid din centura principală de asteroizi.

## Descriere
6855 Armellini este un asteroid din centura principală de asteroizi. A fost descoperit pe 29 ianuarie 1989 la Observatorul San Vittore din Bologna. El prezintă o orbită caracterizată de o semiaxă mare de 2,29 ua, o excentricitate de 0,06 și o înclinație de 7,6° în raport cu ecliptica.